# Ephraïm Bueno
Ephraïm Bueno  (également appelé Ephraïm Bonus et Martin Alvarez), né à Castelo Rodrigo (pt) (Portugal) en 1599 et mort à Amsterdam le 8 novembre 1665, est un médecin et éditeur portugais séfarade actif à Amsterdam.

## Biographie
Ephraïm Bueno naît en 1599 à Castelo Rodrigo (pt), au nord du Portugal, près de la frontière espagnole, au bord du Douro, issu d'une famille marrane. Son père, Joseph Bueno, est un médecin ayant été diplômé à Bordeaux — « cité largement ouverte aux Juifs portugais depuis 1550 » — avant d'émigrer en Hollande, où il s'établit et acquiert une excellente réputation à Amsterdam. Joseph Bueno a notamment été appelé au chevet de Maurice de Nassau, prince d'Orange, quand celui-ci meurt en 1625.
Comme son père, Ephraïm Bueno étudie la médecine en France et obtient son doctorat en 1642 à Bordeaux, un an après la mort de son père. Il est lui aussi très apprécié par ses contemporains qui l'appellent magnus in medicis.
En plus de sa profession médicale, Ephraïm Bueno a également travaillé comme poète, traducteur et éditeur. Il est un ami proche de Manasse ben Israël, dont il a financé plusieurs estampes et avec qui il a fondé une imprimerie hébraïque qui fut célèbre pour la beauté et l'exactitude de ses éditions. Avec Jonas Abravanel, il a rendu possible la concordance biblique Sefer peney rabah, imprimée en 1628. Ils publient plus tard une traduction espagnole des Psaumes de David (Psalterio de David en Hebrayco Dicho Thehylim, Transladado con Toda Fidelidad Verbo a Verbo del Hebrayco, Amsterdam, 1650). En 1656, il fonde l'Académie Or Torah d'Amsterdam avec Abraham Pereira.
Par ailleurs, Bueno est réputé faire partie des bons amis de Rembrandt, qui réalise de lui un portrait gravé en 1647, quand l'artiste est au faîte de sa gloire. On ignore cependant s'il a été son médecin ou celui de sa famille, ni si l’œuvre lui a été offerte comme honoraires. Bien qu'ami de Rembrandt, on sait qu'il ne l'a pas aidé financièrement quand l'artiste avait eu de grandes difficultés financières.
Ephraïm Bueno meurt le 8 novembre 1665. Il est enterré au cimetière Beth Haim d'Ouderkerk-sur-l'Amstel.

## Iconographie
Bueno a été représenté à plusieurs reprises par des artistes néerlandais. On connaît une petite esquisse à l'huile de Rembrandt, qu'il a utilisée pour une gravure (1647). Vers 1650, Ferdinand Bol réalise un tableau à l'huile de Bueno. Plus tard, Jan Lievens, également ami de Rembrandt, a lui aussi réalisé une gravure du riche médecin d'Amsterdam

Portraits d'Ephraïm Bueno
Rembrandt, peinture à l'huile, 1647, Rijksmuseum Amsterdam.
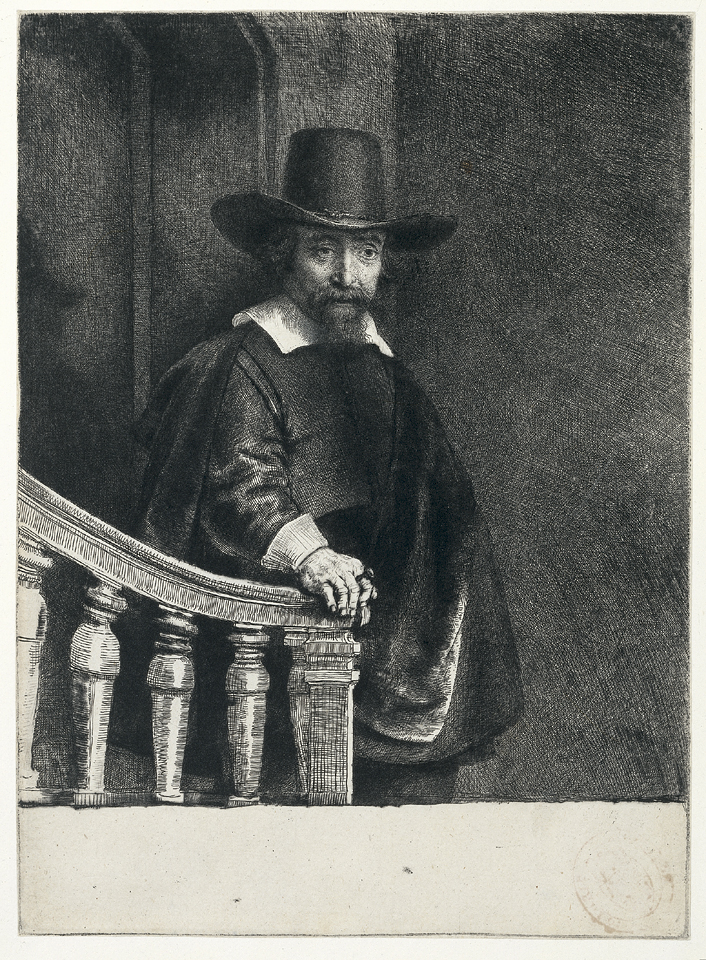
Rembrandt, gravure (B. 278, eau-forte, pointe sèche et burin), 1647, Rijksmuseum Amsterdam.
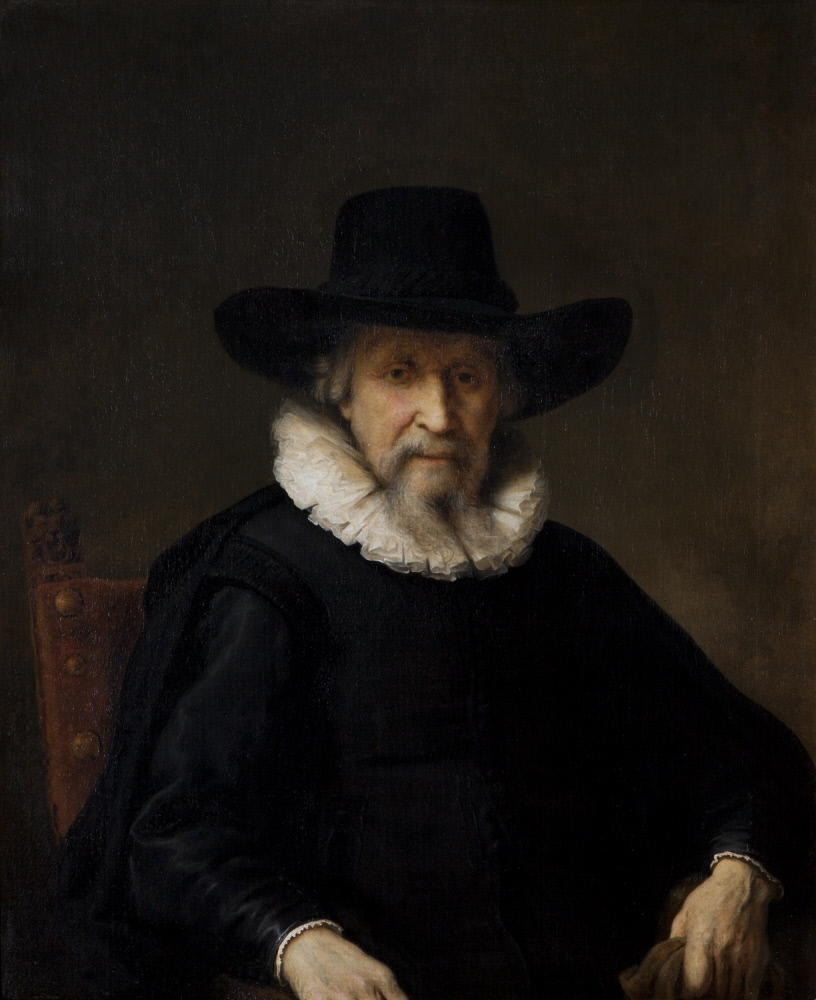
Ferdinand Bol, peinture à l'huile, vers 1650, collection Kedleston Hall, Derbyshire - National Trust.
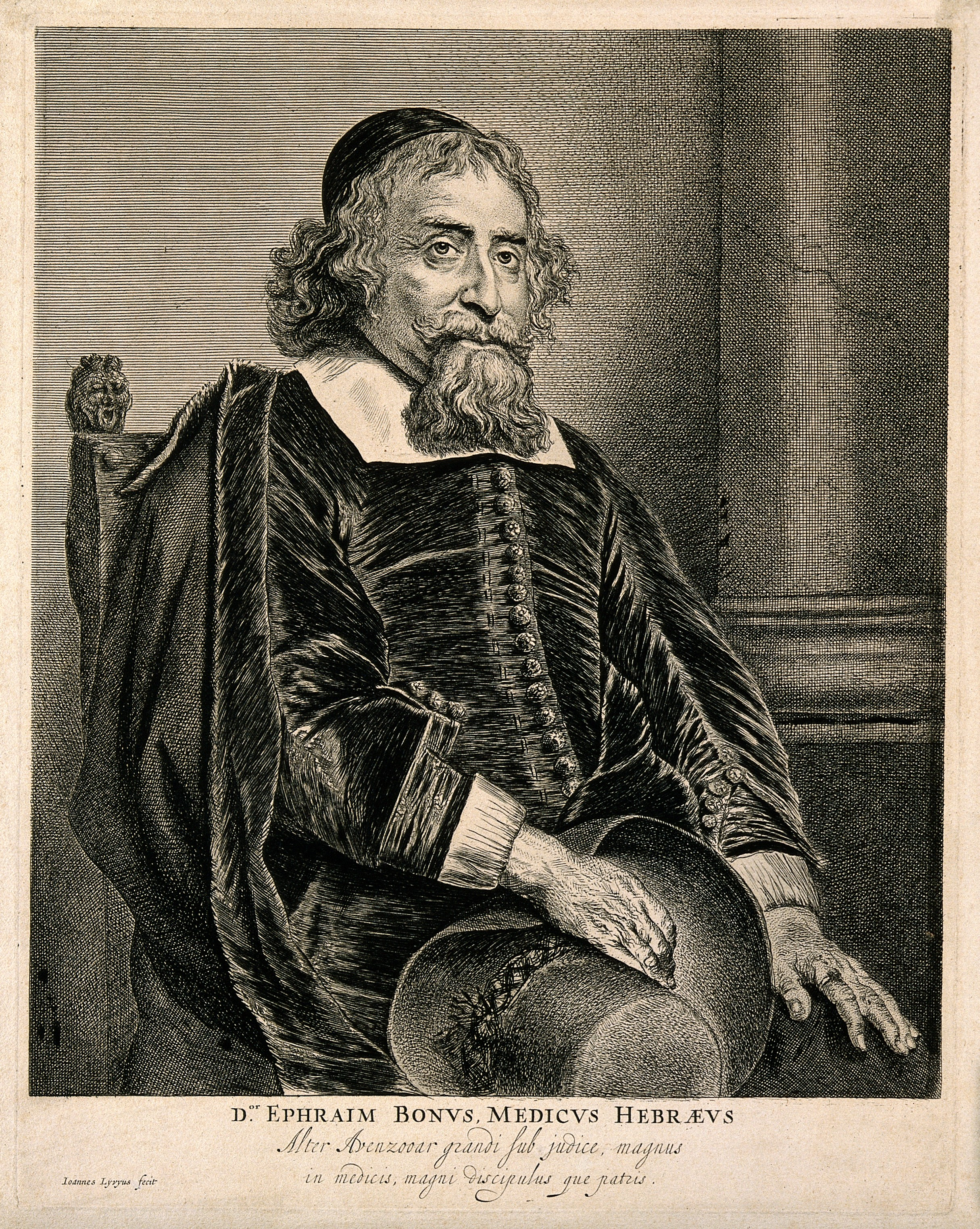
Jan Lievens, gravure (eau-forte), 1665, Wellcome Collection.